# کسلان
کسلان یکی از روستاهای استان آذربایجان شرقی است که در دهستان تیرچایی بخش کندوان شهرستان میانه واقع شده‌است.
جمعیت این روستا به دلیل نقل و مکان تعدادی از خانوارها بین روستا و شهرها، در فصول تابستان و زمستان متفاوت است ولی براساس سرشماری سال 1395، این روستا دارای حدود 70 خانوار بوده و جمعیت آن نیز حدود90 نفر بوده‌است.

این روستا زادگاه مردان بزرگی بوده‌است که از جمله آن‌ها می‌توان به میرزا فتاح خان گرمرودی اشاره نمود. بر اساس اسناد و مدراک موجود، تاریخ تولد ایشان حدود 1200 هجری قمری (یا 1164 هجری شمسی) تخمین زده شده‌است.  میرزا فتاح خان گرمرودی در زمان محمد شاه قاجار (سال 1254 قمری یا 1217 هجری شمسی) به نیابت حسین خان آجودان باشی جهت مأموریت سیاسی عازم دولتهای سه‌گانه اطریش، فرانسه و انگلستان گردیده بود. در پایان این مأموریت به خاطر حسن خدمت و موفقیت‌های کسب شده، از محمد شاه قاجار نشان شیر و خورشیدی از مرتبه اول دریافت کرده بود. در طول این سفر اقدام به نوشتن دو سفرنامه با نام‌های چهار فصل و شب نامه کرده بود که اولی مربوط به شرح مأموریت‌ها در اروپا و دومی مربوط به شرح جریان عیش و نوش و عشرت طلبی اروپائی‌ها بوده که در جواب اکاذیب نسبت داده شده به ایرانیها نوشته شده بود. این دو سفرنامه به همراه یک سفرنامه دیگر به نام سفرنامه ممسنی بعدها توسط نتیجه وی یعنی "فتح الدین فتاحی" به صورت یک کتاب یک جلدی ۱۲۰۰ صفحه‌ای به همراه بسیاری از اسناد دیگر گردآوری و در سال ۱۳۴۸ شمسی با نام "سفرنامه میرزا فتاح خان گرمرودی به اروپا" چاپ گردید.

از دیگر اشخاص نام‌آور این روستا میرزا علی خان گرمرودی فرزند میرزا فتاح خان گرمرودی بوده که در دوران جوانی بعد از سپری نمودن تحصیلات آن زمان، به همراه پسر خاله خود (میرزا سعید خان انصاری از روستای ایشلق) به عنوان منشی مخصوص میرزا تقی خان امیرکبیر مشغول به کار بوده‌است که بعد از مدتی به دلیل عدم علاقه کافی به کار مزبور به زادگاه خود برگشته ولی میرزا سعید خان انصاری بعدها به سمت وزارت امور خارجه منصوب می‌شود. (لازم به ذکر است که در دوران محمد شاه و ناصرالدین شاه قاجار، سه وزیر امور خارجه معروف ایران از روستای ایشلق (از روستاهای نزدیک کسلان) و از خانواده شیخ الاسلام انصاری بوده‌است که مطمئناً افتخار بزرگی برای منطقه، شهرستان میانه و کل منطقه آذربایجان محسوب می‌شود.)
فتح الدین فتاحی نیز متولد کسلان و فرزند عبداله خان مبین الملک و نوه میرزا علی خان گرمرودی بود که در زمان رضا شاه (سال ۱۳۰۷ شمسی ) به همراه افراد دیگری از جمله پروفسور محسن هشترودی و پروفسور ابوالقاسم غفاری جزو اولین محصلین اعزامی به اروپا بود و در فرانسه در رشته حقوق تحصیل کرده بود و پس از باز گشت، به عنوان وکیل پایه یک دادگستری در تهران مشغول به کار بود. از دیگر شخصیت‌های معروف این روستا می‌توان به سلطان حسین فتاحی (مالک و مدیر عامل شرکت امرسان) به عنوان یکی از کارآفرینان برتر کشور اشاره نمود که ایشان نیز از نواده‌های میرزا علی خان گرمرودی می‌باشند.
در ارتباط با تاریخچه روستای کسلان مطالب دقیق و مستندی  در دست نیست. ولی قدیمی‌ترین مدارک و مستنداتی که در سفرنامه میرزا فتاح خان گرمرودی در ارتباط با روستای کسلان آمده‌است، مربوط به فرامین پادشاهان صفویه و در ارتباط با ملانجفعلی کسلانی (پدر میرزا فتاح خان گرمرودی) و سایر اجداد وی می‌باشد که قدیمی‌ترین این فرمانها مربوط به سال 1107 هجری قمری (1074 هجری شمسی) یعنی بیش از سیصدو بیست سال پیش می‌باشد. مدارک مربوط فقط اسناد کتبی موجود و مربوط به روستای کسلان بوده و مطمئناً قدمت و تاریخچه این روستا بسیار زیاد می‌باشد.
وجه تسمیه و معنای اسم روستا:
در رابطه با وجه تسمیه روستای کسلان، آنگونه که در سفرنامه میرزا فتاح خان گرمرودی و با توضیحات فتح الدین فتاحی به نقل از افراد مسن ذکر شده‌است، ریشه این اسم از واژه عربی "کَسِل" به معنی "ناخوش" و اسم مثنی آن "به صورت "کَسِلان" یعنی "دو ناخوش" بوده‌است. داستان یا فلسفه نامگذاری که برای آن بیان شده به این صورت است که در ایام قدیم دو برادر که شدیداً بیمار بوده‌اند و دنبال درمان خود بوده اند، گذرشان از این محل می‌افتد و از قضا بر اثر خوردن آب چشمه‌ای از این منطقه، بیماری شان برطرف می‌گردد. این دو برادر این اتفاق را به فال نیک گرفته و این محل را به عنوان محل سکونت خود برمی گزینند و اسم این محل نیز به نام "کَسِلان" انتخاب می‌شود که به مرور زمان تلفظ آن تغییر یافته و امروزه به صورت "کَسَلان" تلفظ می‌گردد (مرجع: سفرنامه میرزا فتاح خان گرمرودی به اروپا در زمان محمدشاه قاجار، به کوشش: فتح الدین فتاحی)